# (40134) Marsili
Pour les articles homonymes, voir Marsili (homonymie).
(40134) Marsili est un astéroïde de la ceinture principale.

## Description
(40134) Marsili est un astéroïde de la ceinture principale. Il fut découvert le 27 août 1998 à Colleverde par Vincenzo Silvano Casulli. Il présente une orbite caractérisée par un demi-grand axe de 2,73 UA, une excentricité de 0,27 et une inclinaison de 24,1° par rapport à l'écliptique.
Il est nommé d'après le volcan sous-marin Marsili.